# Švédské korunovační klenoty

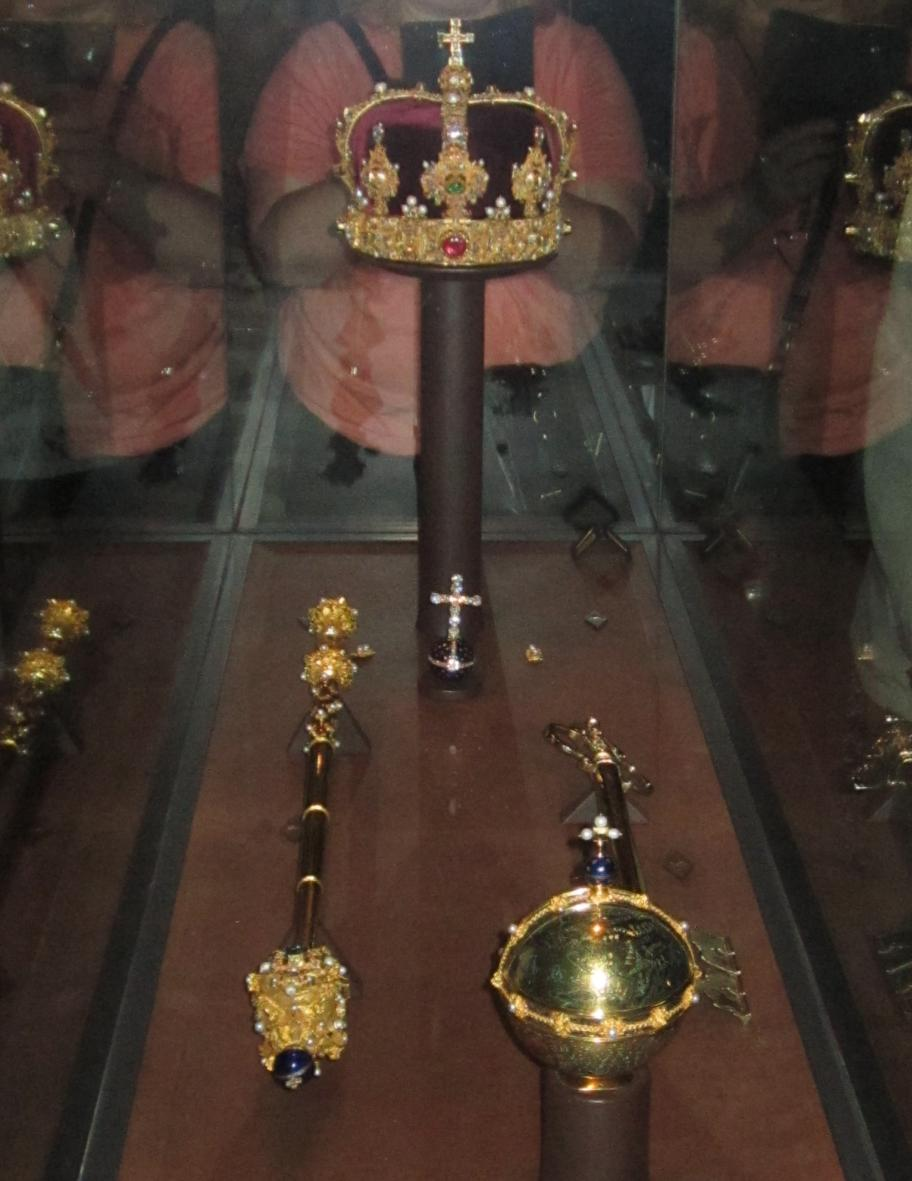
Švédská královská koruna, žezlo a jablko (2014).

Švédské korunovační klenoty (švédsky: Sveriges riksregalier) je soubor drahocenných předmětů používaných v minulosti při korunovacích švédských králů a královen (do roku 1907), úmrtí panovníků, svateb členů královské rodiny nebo při zasedáních parlamentu (do roku 1974).
Soubor švédských korunovačních klenotů tvoří:
- koruna Erika XIV., vyrobena v roce 1561 ve Stockholmu flanderským zlatníkem Corneliusem z Weldenu pro korunovaci Erika XIV. Králové z dynastií Wittelsbachů, Hesenských a gottorpských Oldenburků tuto korunu pro své korunovce nepoužívali a místo ní byly korunovani korunou královny Marie Eleonory se kterou byla korunována už královna Kristína. Králové z rodu Bernadotte se naopak vrátili ke koruně Erika XIV. Poslední králem, který byl touto korunou korunován byl v roce 1873 Oskar II.. Na počátku 20. století prošla koruna restaurací, která jí navrátila přibližnou podobu jakou měla za vlády Jana III.

- královské žezlo, bylo vyrobeno společně s jablkem a korunou pro korunovaci Erika XIV. roku 1561. Královské žezlo ze zlat, vyzdobené emailem a sadou diamantů vyrobil Hans Heiderick. Na vrcholu žezla byl původně velký kulatý safír uzavřený dvojitou řadou perel, který byl ztracen na konci 18. století.

- královské jablko, bylo vyrobeno společně s korunou pro korunovaci Erika XIV. roku 1561 flanderským zlatníkem Corneliusem z Weldenu.

- koruna královny Marie Eleonory, používaná jak králi tak jejich manželkami; tato koruna byla vyrobena pro manželku Gustava II. Adolfa, královnu Marii Eleonoru Braniborskou ve Stockholmu roku 1620 německým zlatníkem Rupprechtem Millerem. Původně měla koruna pouze dva oblouky. Když nastoupila na trůn její dcera královna Kristína, tak si namísto koruny Erika XIV. zvolila pro korunovaci právě korunu své matky a nechala k ní přidat další dva oblouky.

- koruna královny Luisy Ulriky, vyrobená ze stříbra a ozdobená diamanty, používaná jako koruna manželek švédských panovníků, byla vyrobena ve Stockholmu roku 1751 pro královnu Luisu Ulriku, zlatníkem Andreasem Almgrenem. Koruna je vytvořena podle koruny francouzské královny Marie Leszczyńské. Koruna Luisy Ulriky byla sama vzorem pro korunu norských královen vyrobenou v roce 1830.

- královnino žezlo a jablko, byly vyrobeny již pro manželku Jana III. Gunillu Bielke.

- roh na svatý olej, ampule na svatý olej ve tvaru kravského rohu byla vyrobena v roce 1606 ve Stockholmu Peterem Kilimpe pro korunovaci Karla IX. Roh na svatý olej je vyroben ze zlata a má tvar kravského rohu, jako odkaz na vikingskou minulost Švédska.

- státní meč Gustava Vasy

## Galerie

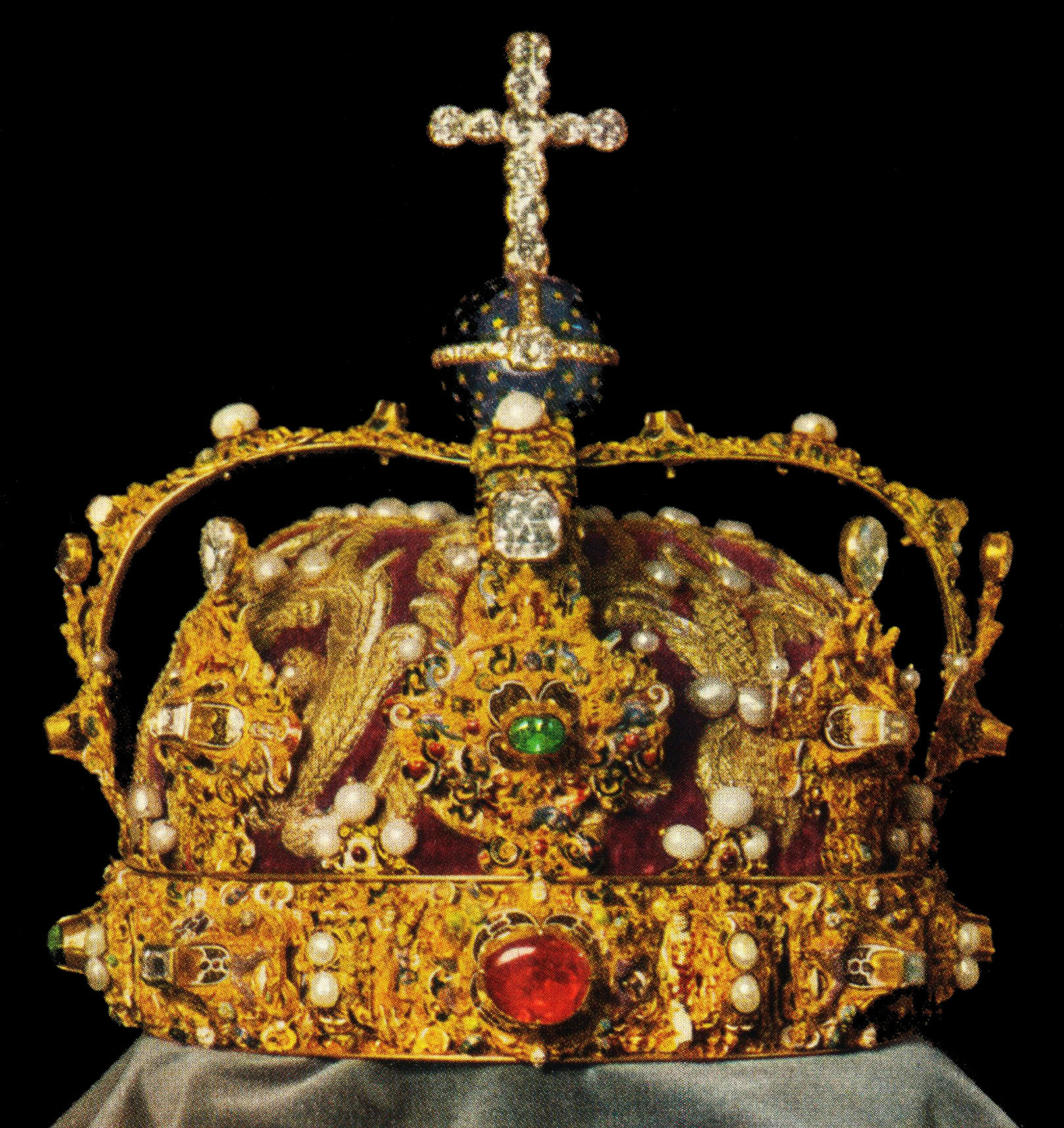
Koruna Erika XIV. (vzhled z počátku 20. století)
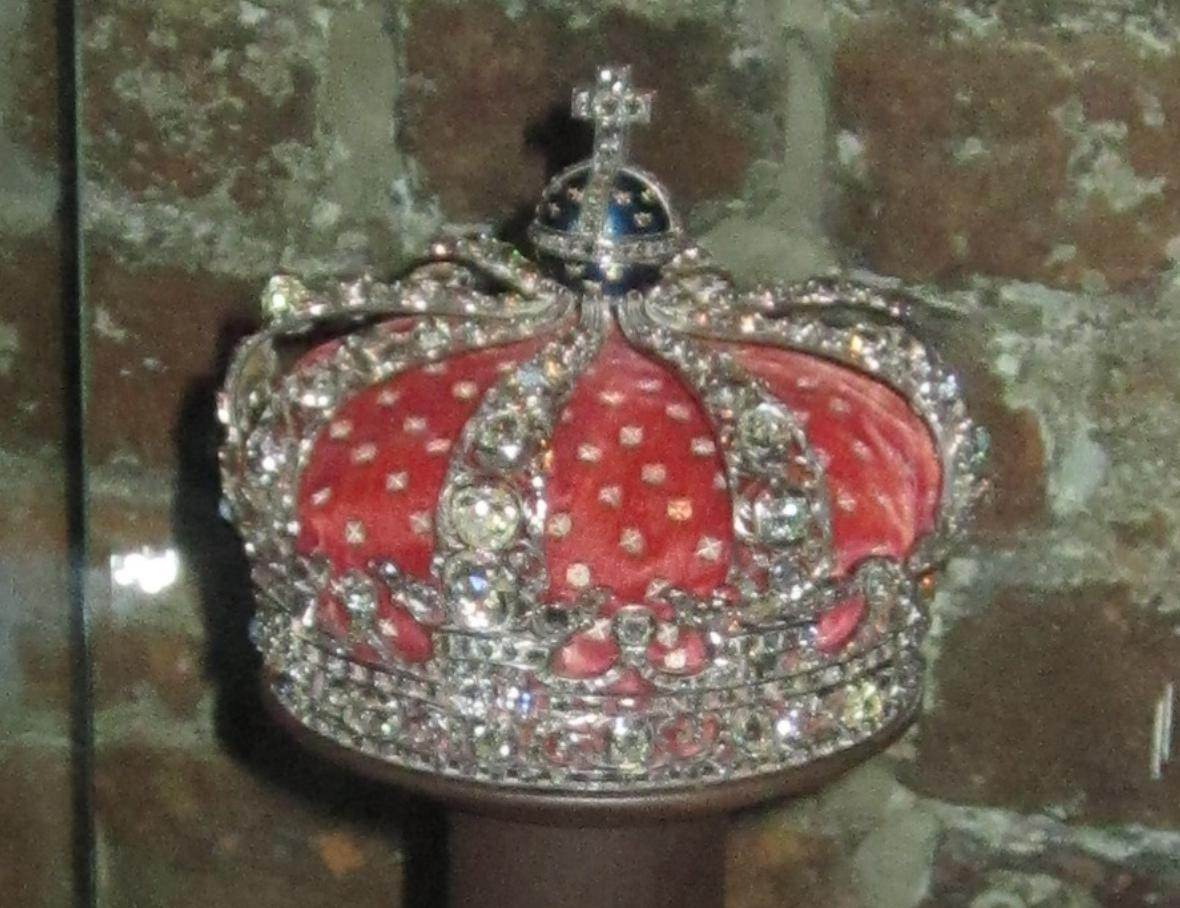
Koruna Luisy Ulriky
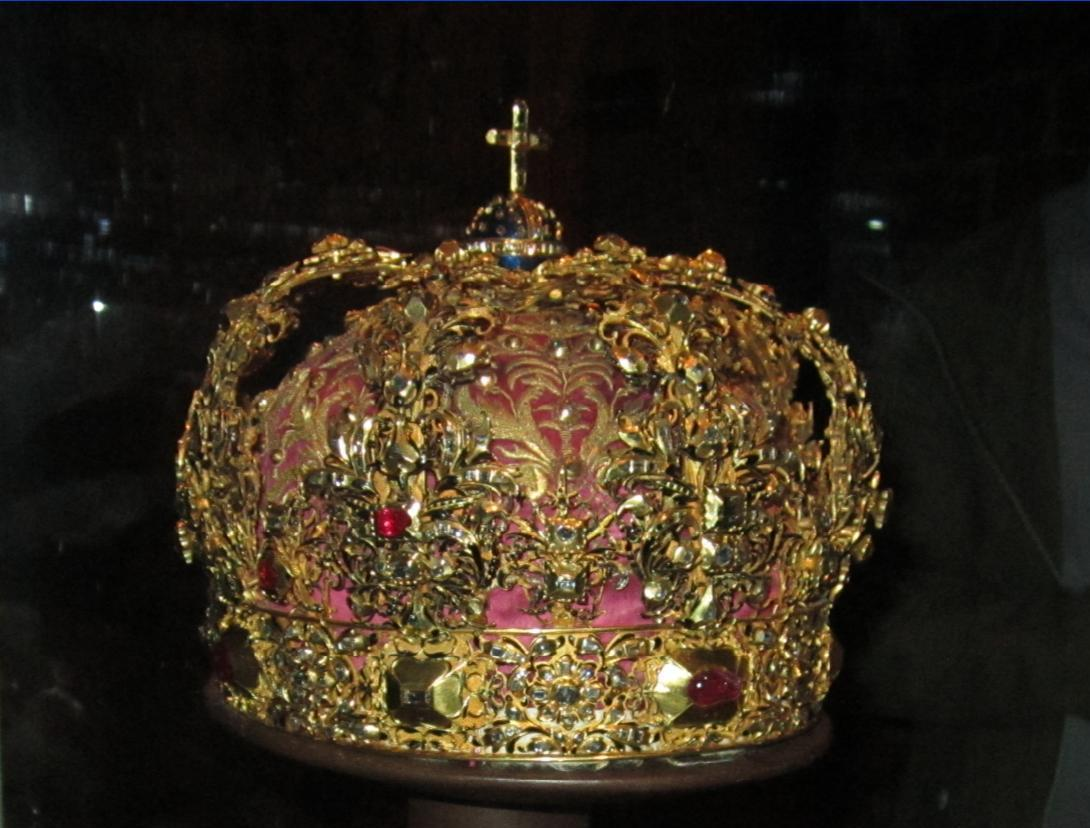
Koruna Marie Eleonory
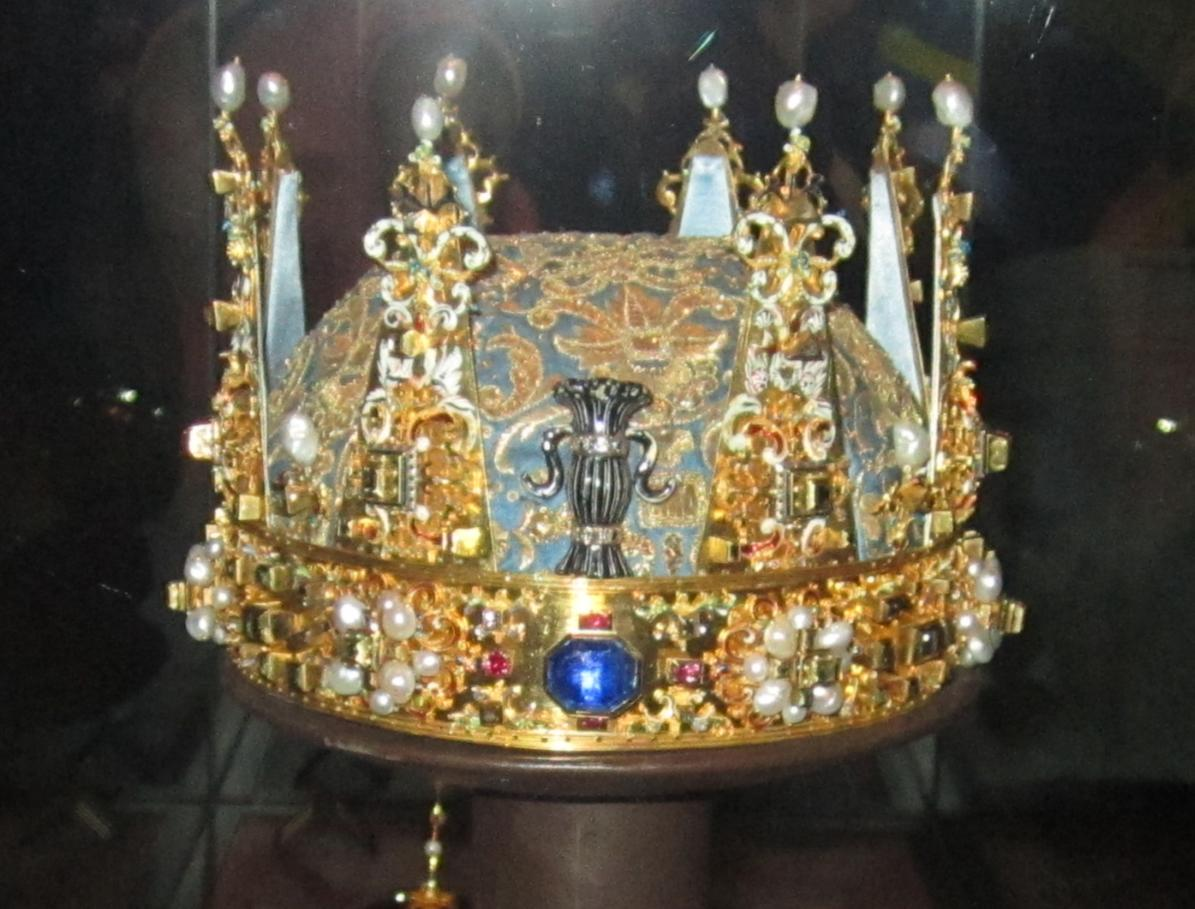
Koronet korunního prince